# ズルフィカル級フリゲート
| ズルフィカル級フリゲート | ズルフィカル級フリゲート                  | ズルフィカル級フリゲート                  |
| ------------------------ | ----------------------------------------- | ----------------------------------------- |
|                          |                                           |                                           |
| 艦級概観                 |                                           |                                           |
| 艦種                     | フリゲート                                | フリゲート                                |
| 建造者                   | 中国・滬東造船廠 パキスタン・カラチ造船所 | 中国・滬東造船廠 パキスタン・カラチ造船所 |
| 運用者                   | パキスタン海軍                            | パキスタン海軍                            |
| 就役期間                 | 2009年 - 現在                             | 2009年 - 現在                             |
| 性能要目                 |                                           |                                           |
| 排水量                   | 満載: 2,980 t                             | 満載: 2,980 t                             |
| 全長                     | 123 m                                     | 123 m                                     |
| 全幅                     | 13.4 m                                    | 13.4 m                                    |
| 吃水                     | 6 m                                       | 6 m                                       |
| 機関                     | CODAD方式（33,300 hp;24.5MW）             | CODAD方式（33,300 hp;24.5MW）             |
| 機関                     | 18E-390VAディーゼル（計14,000 hp）        | 2基                                       |
| 機関                     | MTU ディーゼル（8,840 hp）                | 2基                                       |
| 機関                     | スクリュープロペラ                        | 2軸                                       |
| 速力                     | 最大29kt                                  | 最大29kt                                  |
| 航続距離                 | 5,000nmi                                  | 5,000nmi                                  |
| 乗員                     | 士官14名＋曹士188名                       | 士官14名＋曹士188名                       |
| 兵装                     | H/PJ-26 76mm単装速射砲                    | 1基                                       |
| 兵装                     | 730B型 30mm CIWS                          | 2基                                       |
| 兵装                     | FM-90 PDMS 8連装発射機                    | 1基                                       |
| 兵装                     | C-802 SSM 4連装発射筒                     | 2基                                       |
| 兵装                     | 87式対潜ロケット6連装発射機               | 2基                                       |
| 兵装                     | 3連装324mm短魚雷発射管                    | 2基                                       |
| 艦載機                   | Z-9C 哨戒ヘリコプター                     | 1機                                       |
| C4I                      | ZKJ-3C 戦術情報処理装置                   | ZKJ-3C 戦術情報処理装置                   |
| レーダー                 | 517H-1型 2次元対空捜索                    | 517H-1型 2次元対空捜索                    |
| レーダー                 | 360型 低空警戒/対水上捜索                 |                                           |
| レーダー                 | 345型（MR-35）PDMS射撃指揮                | 1基                                       |
| レーダー                 | 352型（Square Tie）SSM＋砲射撃指揮        | 1基                                       |
| レーダー                 | 347G型（EFR-1/Rice Lamp）CIWS射撃指揮     | 2基                                       |
| レーダー                 | RM-1290（Racal Decca） 航海               |                                           |
| ソナー                   | SJD-7 船底装備式                          | SJD-7 船底装備式                          |
| 電子戦                   | 981-3型 ECM                               | 981-3型 ECM                               |

ズルフィカル級フリゲート (Zulfiquar class frigate)は、パキスタン海軍のフリゲート。同級の艦名がすべてイスラム圏において剣に関係する名称であることからソード級（Sword class）とも呼ばれる。開発は中国が担当しており、中国側の呼称はF-22P型である。

## 概要
本級は、多くの面で、中国海軍の第1世代汎用フリゲートであった053H3型フリゲート (江衛-II型フリゲート) の近代化改良型であり、搭載する装備の多くが踏襲されている。ただし船体設計は大きく改良されており、700トン以上大型化することで、原型艦で問題となっていた航洋性能を改善するとともに、ステルス性に配慮して設計しなおしている。
本級のうち、最初の3隻は中国において建造されたのちにパキスタンに回航されて就役することとなっており、2009年7月には1番艦が就役し、残る2隻も上海で建造され、2010年9月までに就役した。一方、最終4番艦については、中国の技術支援のもとでパキスタンにおいて建造され、2013年に就役した。また、2007年5月には、本級をさらに4隻調達する可能性が言及されたが、追加分はより大型で強力な兵装を有する054A型フリゲートにより取って代わられる可能性もある。

## 兵装

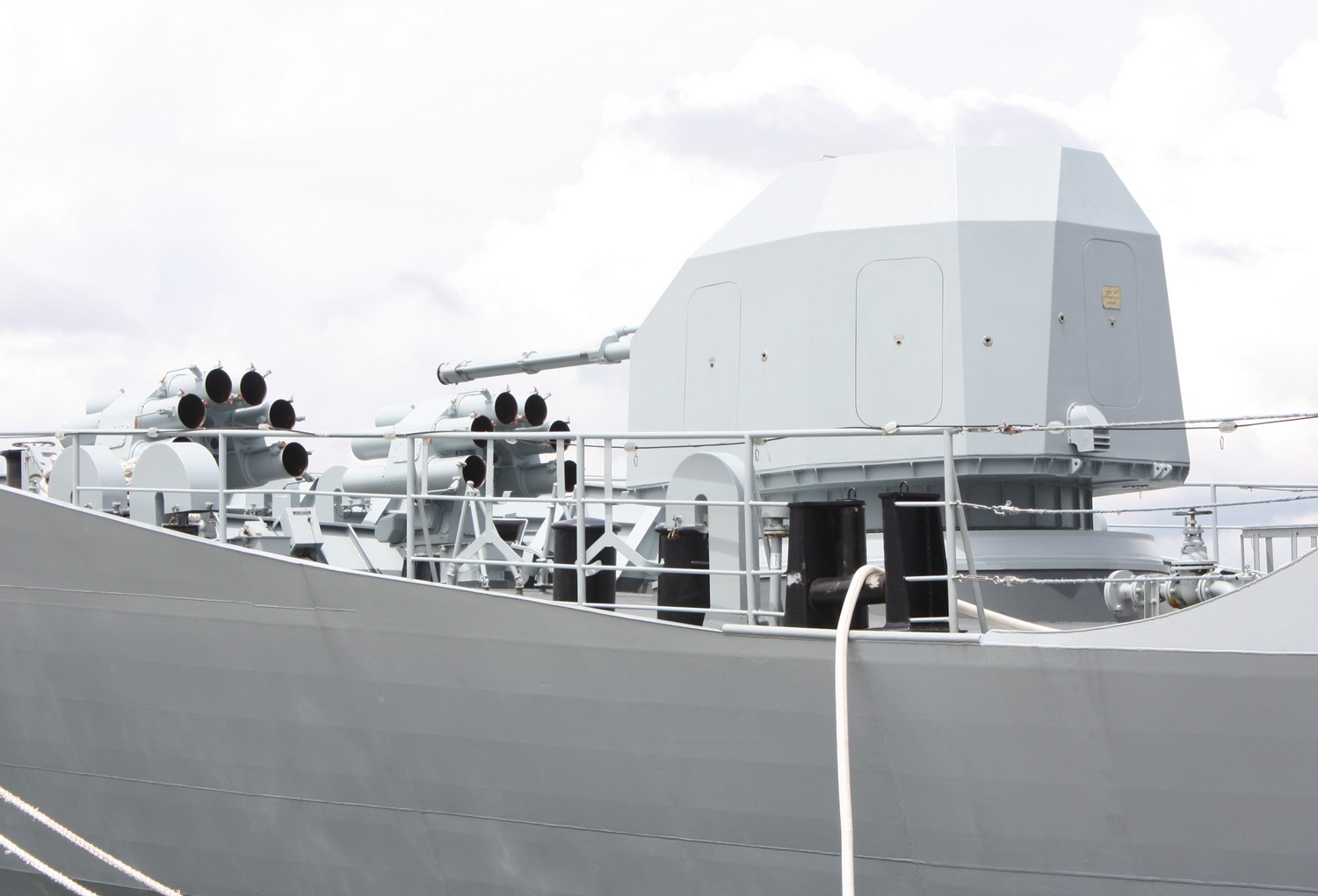
76mm 単装速射砲

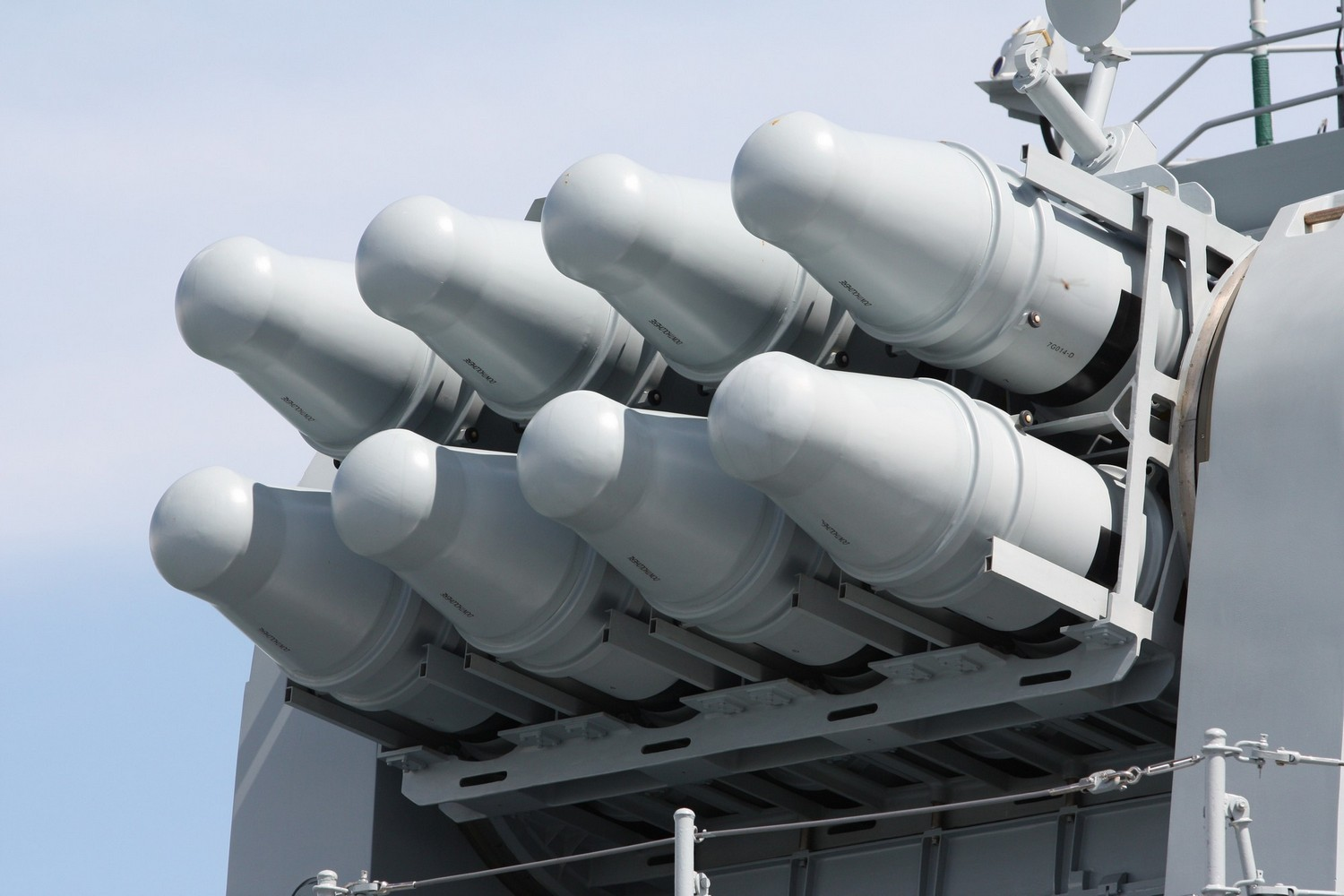
FM-90N

本級が搭載する武器システムは、おおむね053H3型と同様であり、ZKJ-3C戦術情報処理装置を中核にシステム艦として構築されている。
ただし、主砲は054A型フリゲート同様、ステルス性を考慮したシールドを採用した中国製のH/PJ-26 76mm単装速射砲に、CIWSもより先進的な730B型30mmCIWSに換装されており、近接防空力が強化されている。
対潜兵装も中国艦艇が標準的に搭載している87式対潜ロケットに加え、欧米艦艇に採用されている3連装324mm短魚雷発射管が搭載されている。なお、発射されるのは中国製のET52C短魚雷だが、これは西側で標準的なMk.46 短魚雷とA244-S短魚雷をもとに開発された。
ソナーおよびレーダーはいずれも053H3型と同じ機種であるが、このうち、個艦防空の中核的センサーとなる低空警戒/対水上捜索用の360型レーダー、また本級の有する唯一の対潜センサーであるSJD-7ソナーは、それぞれイタリア及びフランスで製造の機種の中国版である。
また、本級とともに、艦載機であるZ-9C哨戒ヘリコプターも輸出されているが、これは、中国製哨戒ヘリコプターとしては初の輸出事案となった。

## 同型艦
| 艦名                     | 艦番号 | 起工            | 進水            | 就役            |
| ------------------------ | ------ | --------------- | --------------- | --------------- |
| ズルフィカル (Zulfiquar) | 251    | 2006年 10月12日 | 2008年 4月5日   | 2009年 9月19日  |
| シャムシール (Shamsheer) | 252    | 2007年 7月13日  | 2008年 10月31日 | 2009年 12月19日 |
| サイフ (Saif)            | 253    | 2008年 11月4日  | 2009年 5月28日  | 2010年 9月15日  |
| アスラト (Aslat)         | 254    | 2009年 12月10日 | 2011年 6月16日  | 2013年 4月17日  |

## 事件・事故
2014年9月6日、カラチにあるパキスタン海軍造船所で、イスラム過激派戦闘員及び内通者のパキスタン海軍軍人がズルフィカルの奪取を試みる事件が発生した。ズルフィカルに搭載された対艦ミサイルによって、インド洋に展開中のアメリカ海軍艦艇を攻撃する意図だったとされるが、パキスタン海軍特殊部隊との銃撃戦と自爆攻撃の結果、失敗に終わっている。事件後、攻撃に協力した容疑で複数の海軍軍人が逮捕された。

## 派生型
F-22B型
2010年4月、バングラデシュ海軍は、本級をもとにしたフリゲート2隻を中国に発注することを発表した。このフリゲートはF-22B型と呼ばれており、諸元上、ほぼ本級と同等である。予算は200万ドルである。
中国漁政310
中華人民共和国農業部漁業局（BOF）が運用する漁業取締船・巡視船。本級の設計をもとにしているが、大幅に軽武装化されている。